# Lindsey Jacobellis
Lindsey Jacobellis, née le 19 août 1985 à Danbury, est une snowboardeuse américaine, spécialisée dans l'épreuve de cross et du half pipe.
Lors de la finale des Jeux olympiques de Turin 2006 de boardercross, Lindsey Jacobellis est largement en tête de la course qu'elle maîtrise mais sur le dernier tremplin à quelques mètres de la ligne d'arrivée, elle veut fêter sa victoire acquise en réalisant une figure : un grab (attraper sa planche en l'air) et s'écroule sur la neige. Le temps qu'elle se relève,  Tanja Frieden lui passe devant, toute surprise de gagner. Elle remporte cinq titres de championne du monde en cross et compte 31 victoires en Coupe du monde. À sa cinquième participation aux Jeux, à Pékin le 9 février 2022, et à l'âge de 36 ans, Lindsey Jacobellis s'impose en finale devant Chloé Trespeuch et devient championne olympique, seize ans après sa déconvenue turinoise. 

## Palmarès

### Jeux olympiques
| Épreuve / Édition   | Snowboardcross | Snowboardcross par équipe |
| ------------------- | -------------- | ------------------------- |
| JO 2006 Turin       | Argent         |                           |
| JO 2010 Vancouver   | 5e             |                           |
| JO 2014 Sotchi      | 7e             |                           |
| JO 2018 Pyeongchang | 4e             |                           |
| JO 2022 Pékin       | Or             | Or                        |

### Championnats du monde
| Épreuve / Édition           | Snowboardcross | Snowboardcross par équipes | Halfpipe |
| --------------------------- | -------------- | -------------------------- | -------- |
| Mondiaux 2005 Whistler      | Or             |                            | 8e       |
| Mondiaux 2007 Arosa         | Or             |                            | -        |
| Mondiaux 2011 La Molina     | Or             |                            | -        |
| Mondiaux 2015 Kreischberg   | Or             |                            | -        |
| Mondiaux 2017 Sierra Nevada | Or             | Bronze                     | -        |
| Mondiaux 2019 Utah          |                | Or                         | -        |
| Mondiaux 2023 Bakuriani     | Bronze         |                            | -        |

### Coupe du monde
- 2 petits globe de cristal :
  - Vainqueur du classement du snowboardcross en 2007 et en 2009.
- Meilleur classement au général : 2e en 2004, 2008 et 2009.
- Meilleur classement au général du half-pipe : 9e en 2004.
- 59 podiums  dont 31 victoires.

#### Différents classements en coupe du monde
| Année/Classement | Année/Classement | Général | Général | Snowboarccross | Snowboarccross | Halfpipe | Halfpipe |
| ---------------- | ---------------- | ------- | ------- | -------------- | -------------- | -------- | -------- |
| Année/Classement | Année/Classement | Class.  | Points  | Class.         | Points         | Class.   | Points   |
| 2004             | 2004             | 9e      | 700     | 3e             | 4000           | 9e       | 2300     |
| 2005             | 2005             | -       | -       | 5e             | 2820           | 24e      | 760      |
| 2006             | 2006             | 11e     | 3750    | 6e             | 2950           | 32e      | 800      |
| 2007             | 2007             | 12e     | 3480    | 1re            | 2800           | 20e      | 680      |
| 2008             | 2008             | 2e      | 7420    | 2e             | 5700           | 12e      | 1720     |
| 2009             | 2009             | 2e      | 6390    | 1re            | 6390           | -        | -        |
| 2010             | 2010             | 12e     | 3250    | 4e             | 3250           | -        | -        |
| 2011             | 2011             | -       | -       | 3e             | 3610           | -        | -        |
| 2012             | 2012             | -       | -       | 5e             | 3000           | -        | -        |
| 2013             | 2013             | -       | -       | -              | -              | -        | -        |
| 2014             | 2014             | -       | -       | 2e             | 3760           | -        | -        |
| 2015             | 2015             | -       | -       | 10e            | 840            | -        | -        |
| 2016             | 2016             | -       | -       | 6e             | 3810           | -        | -        |
| 2017             | 2017             | -       | -       | 5e             | 3220           | -        | -        |

#### Détail des victoires
- 2003-2004 : SX de Bad Gastein, SX de Niigata Joetsu-kokusai (2 victoires), HP de Niigata Joetsu-kokusai, SX de Mont Batchelor.
- 2004-2005 : SX de Valle Nevado, SX de Lake Placid.
- 2005-2006 : SX de Valle Nevado.
- 2006-2007 : SX de Lake Placid (2 victoires).
- 2007-2008 : SX de Valle Nevado, SX de Bad Gastein, SX de Lake Placid, SX de Stoneham.
- 2008-2009 : SX de Chapelco, SX de Bad Gastein, SX de Cypress, SX de Stoneham, SX de La Molina.
- 2009-2010 : SX de Bad Gastein, SX de Valmalenco.
- 2010-2011 : SX de Stoneham, SX de Valmalenco.
- 2011-2012 : SX de Telluride, SX de Veysonnaz (2 victoires).
- 2010-2011 : SX de Stoneham, SX de Valmalenco.
- 2013-2014 : SX de Lake Louise

 Légende : SX = snowboardcross, HP = Half-pipe

### Winter X Games
Il s'agit de l'athlète féminine ayant remporté le plus de médailles d'or aux X Games (été et hiver confondus).
- Médaille d'or en cross en 2003, 2004, 2005, 2008, 2009, 2010, 2011, 2014.
- Médaille d'argent en cross en 2007.
- Médaille de bronze en slopestyle en 2003.

### Championnats du monde juniors
| Épreuve / Édition          | Snowboardcross | Parallèle Slalom G | Halfpipe |
| -------------------------- | -------------- | ------------------ | -------- |
| Mondiaux 2002 Rovaniemi    | Or             | 20e                | 12e      |
| Mondiaux 2003 Prato Nevoso | 5e             | 16e                | Or       |